# Mergado
Mergado je webová aplikace pro správu a úpravu produktových dat určená především pro e-shopy a digitální agentury. Umožňuje bez znalosti programování hromadně upravovat datové feedy pro různé inzertní platformy, jako je Google, Meta, Heureka a dalších srovnávačů zboží, sociálních sítí a marketplace platforem.
Systém podporuje napojení dodavatelských feedů, integraci s marketplaces, automatizaci biddingu a nastavování cen (pricing), překlad produktových dat a grafickou úpravu produktových obrázků. Součástí nástroje je také bezplatná funkce Mergado Audit, která umožňuje zkontrolovat technickou správnost feedu před jeho odesláním do inzerce.

## Historie
Software Mergado vznikl v roce 2010, kdy Michal Janík začal vyvíjet nástroj pro optimalizaci produktových dat ve formátu XML. Původně byl určen pro jeho interní potřeby, později byl uveřejněn pro použití v marketingu.
První uživatelé začali nástroj využívat v únoru 2012. V roce 2013 byla spuštěna certifikace marketingových specialistů, kteří s platformou pracují. V únoru 2016 byla založena společnost Mergado technologies, s.r.o., která zajišťuje provoz a další vývoj aplikace.[zdroj?]

## Funkce Mergado Editoru
Import produktových dat
Mergado umožňuje import z různých zdrojů, včetně XML, CSV, XLSX, JSON či Google Sheets. Podporuje také přímé napojení na e-shopové platformy či na dodavatelské zdroje.
Kontrola vstupních dat
Po importu dat systém automaticky provádí kontrolu kvality pomocí Auditu, který upozorňuje na technické chyby i nedostatky relevantní pro online inzerci. Uživatelé mohou vytvářet filtry pro výběr konkrétních skupin produktů na základě různých podmínek, například podle značky, ceny, kategorie nebo jiných atributů.
Možnosti úprav dat
Pro úpravy dat lze využívat pravidla, která umožňují např. změnu hodnot, doplňování údajů nebo skrytí vybraných položek. Pravidla je možné kombinovat a aplikovat hromadně.
Editor podporuje i pokročilé úpravy, jako je výpočet cen, úprava kategorií nebo přepis textů podle předem definovaných vzorců. K dispozici jsou také funkce pro správu více feedů, historii změn a štítkování produktů pro reklamní systémy. 
Využití umělé inteligence
Do systému jsou postupně integrovány nástroje využívající umělou inteligenci, například pro přepis popisů, extrakci parametrů nebo hromadnou úpravu produktových obrázků.

## Mergado System
Mergado System je platforma tvořená hlavním nástrojem Mergado Editor a rozšiřujícím ekosystémem aplikací v Mergado Store, které rozšiřují jeho funkcionalitu v oblasti správy produktových dat, automatizace a expanze e-shopů.[zdroj?]
Napojení na marketplaces
Aplikace Mergado Marketplaces zajišťuje propojení e-shopů s platformami jako Allegro nebo Kaufland Global Marketplace. Umožňuje správu produktových nabídek, párování s katalogem a synchronizaci dat, včetně dostupnosti a objednávek.[zdroj?]
Automatický překlad
Aplikace Mergado Translate zajišťuje strojový překlad produktových dat do cizích jazyků. Slouží zejména pro usnadnění expanze na zahraniční trhy.[zdroj?]

## Propojení se-shopovými platformami
Mergado propojuje e-shopy s reklamními systémy z celého světa. V roce 2025 podporuje více než 650 reklamních systémů ve 40 zemích na 6 kontinentech. Mezi hlavní srovnávače zboží v České republice, které Mergado podporuje, patří Heureka.cz a Zboží.cz. Uživatelé Mergada s ním také upraví formáty pro specializované srovnávače jako Glami, Favi či Biano. Z celosvětově rozšířených reklamních systémů nabízí podporu Google Shopping a Facebook Ads.

## Rozšíření Mergada
Mergado Pack je bezplatný plugin určený pro e-shopové platformy PrestaShop a WooCommerce. Umožňuje exportovat produktová data ve formátu Mergado XML, který je kompatibilní s nástrojem Mergado pro další úpravy a distribuci na inzertní platformy, jako jsou Google Shopping, Facebook Ads nebo Heureka. Plugin rovněž podporuje implementaci marketingových nástrojů, včetně Google Analytics, Facebook Pixel, GLAMI piXel a dalších.